# Famiglia, ma non troppo
Famiglia, ma non troppo (Família, Pero No Mucho) è un film del 2025 diretto da Felipe Joffily.

## Trama
Un padre brasiliano trova dei degni avversari e pane per i suoi denti quando incontra i suoceri argentini in un viaggio a Bariloche e questo porterà in una competizione.

## Distribuzione
Il film è stato distribuito sulla piattaforma Netflix il 18 luglio 2025.